# Sergiusz Michalski
Sergiusz Michalski (* 7. April 1951 in Warschau) ist ein polnischer Kunsthistoriker in Deutschland. Er war von 2001 bis zu seiner Emeritierung im Jahr 2021 Professor für Kunstgeschichte an der Eberhard Karls Universität Tübingen.

## Leben
Michalski wuchs in Warschau auf, mit längeren Aufenthalten in London, Ost-Berlin und Istanbul. Ab 1968 studierte er Kunstgeschichte an der Universität Warschau. 1981 erfolgte dort die Doktorprüfung mit der Arbeit Die Protestanten und die Kunst. Die Bilderfrage im neuzeitlichen Europa. Im Jahr 1984 emigrierte er in die Bundesrepublik und war bis 1989 Assistent an der Universität Augsburg. Danach hatte er verschiedene längere Lehraufträge an den Universitäten Fribourg und Zürich sowie Lehrstuhlvertretungen in Leipzig und Kiel inne. 1995 habilitierte er sich an der Goethe-Universität Frankfurt am Main. Von 1996 bis 2001 war er letzter Direktor des Institutes für Kunstgeschichte an der TU Braunschweig und gleichzeitig Professor für Kunstgeschichte an der Kopernikus-Universität Torun (UMK). Von 2001 bis 2021 war er Professor für Kunstgeschichte an der Eberhard Karls Universität Tübingen.
Michalski ist Auswärtiges Mitglied der Lettischen Akademie der Wissenschaften, Auswärtiges Mitglied der Königlich Schwedischen Akademie für Literatur, Antiquitäten und Geschichte (2005), korrespondierendes Mitglied der Akademie der Wissenschaften zu Göttingen (2009), Mitglied der Academia Europaea (2015), und Mitglied der Polnische Akademie der Wissenschaften und Künste (PAU) (2022, korrespondierendes Mitglied seit 2002).

## Werk
Michalski vertritt in Forschung und Lehre die Geschichte der Kunst vom Spätmittelalter bis zum Ende des 20. Jahrhunderts. Er ist vor allem durch seine in den 1970er Jahren initiierten Forschungen zur protestantischen Bilderfrage und den Modalitäten und Verlaufsformen der Bilderstürme sowie den damit zusammenhängenden Begriffen bekannt. Wichtig waren auch seine, allerdings jetzt teilweise überholten, Bücher zur Neuen Sachlichkeit in Deutschland (1992) und zu verschiedenen Formen der politischen Denkmäler im 20. Jh. (1998). In jüngster Zeit wäre sein gemeinsam mit seiner Frau Katarzyna 2010 veröffentlichtes Buch zur Kulturgeschichte und Symbolik der Spinnen zu erwähnen, das sich u. a. mit der Metaphorik der Netze und Netzwerke auseinandersetzt. Mit seiner Einführung in die Kunstgeschichte (2015) legte er eine betont begriffsgeschichtliche Methodenlehre vor.
Michalski schrieb dreißig Jahre lang (bis 2016) Ausstellungsbesprechungen für die Neue Zürcher Zeitung und viele journalistische Beiträge für deutsche (Frankfurter Allgemeine Zeitung), polnische (Gazeta Wyborcza) und britische Zeitungen.

## Schriften (Auswahl)
- Protestanci a Sztuka (1989)
- Reformation and the Visual Arts: The Protestant Image Question in Western and Eastern Europe (1993)
- Neue Sachlichkeit. Malerei, Graphik und Photographie in Deutschland 1919–1933 (1992)
- Public Monuments. Art in Political Bondage 1870–1997 (1998)
- L’Art de l’Europe Centrale (2008) mit Marketa Theinhardt, Pierre Brullé
- Spider (2010) mit Katarzyna Michalska
- Einführung in die Kunstgeschichte (2015)